# Jorge de Souza
Jorge de Souza (ur. 20 lipca 1939 w Rio de Janeiro, zm. 31 grudnia 2008 w Cabo Frio) – brazylijski piłkarz, występujący na pozycji prawego obrońcy.

## Kariera klubowa
Karierę piłkarską Jorge de Souza rozpoczął w Américe Rio de Janeiro w 1959 roku. Z Américą zdobył mistrzostwo stanu Rio de Janeiro – Campeonato Carioca w 1960 roku. W latach 1966–1967 występował we Fluminense FC. Ostatnim klubem w karierze Jorge de Souzy była Portuguesa Rio de Janeiro, w której zakończył karierę w 1968 roku.

## Kariera reprezentacyjna
W reprezentacji Brazylii Jorge de Souza zadebiutował 10 marca 1963 w wygranym 1-0 meczu z reprezentacją Peru podczas Copa América 1963, na której Brazylia zajęła czwarte miejsce. Jorge de Souza na turnieju wystąpił w pięciu meczach z Peru, Paragwajem, Argentyną, Ekwadorem i Boliwią, który był jego ostatni meczem w reprezentacji.